# موريس دبليو. لونغ
موريس دبليو. لونغ (بالإنجليزية: Maurice W. Long)‏ هو فيزيائي ومهندس أمريكي، ولد في 20 أبريل 1925 في ماديسونفيل في الولايات المتحدة.